# 榮三一
榮 三一（さかえ さんいち）は、日本のライトノベル作家

## 経歴・人物
2020年4月には投稿作『空と小鷹と涼名さん』にて、第14回HJ文庫大賞金賞を受賞した。

## 作品リスト

### 単行本
- 『果てない空をキミと飛びたい 雨の日にアイドルに傘を貸したら、二人きりでレッスンをすることになった』（HJ文庫、2021年7月）
- 『無敵な聖女騎士の気ままに辺境開拓 聖術と錬金術を組み合わせて楽しい開拓ライフ』（HJ文庫、2024年5月）